# Legio I Illyricorum
La Legio I Illyricorum (Primera legión «de los ilirios») fue una legión romana, mencionada en la Notitia Dignitatum donde se incluye un Praefectus legionis primae Illyricorum (Prefecto del Primer Regimiento Ilírico) con sede en Palmira. Casi con seguridad fue creada por el emperador Aureliano (siglo III). La legión permaneció en Palmira, acampada en la zona occidental de la ciudad, y allí se la menciona todavía en la Notitia Dignitatum de hacia el año 400. Soldados de esta legión y de la III Gallica estuvieron en Egipto en 315-316.